# 三重地区
三重地区（みえちく）は、三重県四日市市の地区の一つ。1954年に四日市市に編入された三重郡三重村の村域にあたり、四日市市役所三重地区市民センターの管轄区域である。

## 概要
- 坂部団地、三重団地など市内屈指の住宅地区。

また国内有数の半導体製造拠点として東芝四日市工場がある。

### 地名の由来
- 『古事記』によればヤマトタケルが伊吹山より落ち延び、疲労から「わが足三重の勾（まか）りなして、いと疲れたり」と洩らした地とされる。[注釈 1]

## 地理

### 面積
面積は11.83 km2。

## 歴史

### 沿革
- 三重郡三重村が1889年（明治22年）に成立
- 1954年（昭和29年）の昭和の大合併で四日市市に編入された。